# Atmosfear (gruppo musicale britannico)
Atmosfear è un gruppo musicale britannico formatosi nel 1979 inizialmente da Lester J. Batchelor Jr. e Raymond Johnson. Nel tempo ad essi si aggiunsero Andy Sojka, Antony Antoniou, Jerry Pike, Peter Hinds e Stewart Cawthome. Il gruppo è noto per il brano Dancing in Outer Space del 1979, antesignano della melodia house music degli anni '90.